# Talsperre Andorinhas
Die Talsperre Andorinhas bzw. Talsperre Travassos (portugiesisch Barragem de Andorinhas bzw. Travassos) liegt in der Region Nord Portugals im Distrikt Braga. Sie staut den Fluss Ave zu einem Stausee (port. Albufeira da Barragem de Travassos) auf. Ungefähr fünf Kilometer flussaufwärts liegt die Talsperre Guilhofrei. Etwas nordwestlich der Talsperre Andorinhas befindet sich die Gemeinde Travassos.
Mit dem Projekt zur Errichtung der Talsperre wurde im Jahre 1941 begonnen. Der Bau wurde 1945 fertiggestellt. Die Talsperre dient der Stromerzeugung. Sie ist im Besitz der HDN.

## Absperrbauwerk
Das Absperrbauwerk ist eine Gewichtsstaumauer aus Beton mit einer Höhe von 25 m über der Gründungssohle. Die Mauerkrone liegt auf einer Höhe von 191,2 m über dem Meeresspiegel. Die Länge der Mauerkrone beträgt 103,5 m und ihre Breite 1,8 m. Das Volumen des Bauwerks beträgt 12.000 m³.
Die Staumauer verfügt sowohl über einen Grundablass als auch über eine Hochwasserentlastung. Über die Hochwasserentlastung können maximal 450 m³/s abgeleitet werden. Das Bemessungshochwasser liegt bei 450 m³/s; die Wahrscheinlichkeit für das Auftreten dieses Ereignisses wurde mit einmal in 1.000 Jahren bestimmt.

## Stausee
Beim normalen Stauziel von 185,7 m (maximal 189,1 m bei Hochwasser) erstreckt sich der zugehörige Stausee über eine Fläche von rund 0,21 km² und fasst 1,2 Mio. m³ Wasser.

## Kraftwerk
Das Kraftwerk Andorinhas ist mit einer installierten Leistung von 8,8 MW eines der kleineren Wasserkraftwerke in Portugal. Die durchschnittliche Jahreserzeugung liegt bei 19 Mio. kWh. Es sind zwei Francis-Turbinen in Betrieb.